# Laguna Hills Challenger
Il Laguna Hills Challenger è stato un torneo professionistico di tennis giocato su campi in cemento. Faceva parte dell'ATP Challenger Series. Si è giocata una sola edizione, a Laguna Hills negli Stati Uniti.

## Albo d'oro

### Singolare
| Anno | Campione         | Finalista    | Punteggio |
| ---- | ---------------- | ------------ | --------- |
| 1999 | Sébastien Lareau | Michael Sell | 6–4, 7–6  |

### Doppio
| Anno | Campioni                     | Finalisti                   | Punteggio     |
| ---- | ---------------------------- | --------------------------- | ------------- |
| 1999 | Paul Goldstein Brian MacPhie | Pablo Albano Daniel Orsanic | 3–6, 6–4, 7–5 |